# 光学取景器
光学取景器是指相机中用于取景的一组由光学透镜组成的取景部件。
较之电子取景器，光学取景器的优势在于取景真实并且无延迟，可以在胜任拍摄高速运动的物体时的取景与构图，使用电子取景拍摄运动的物体时可能会出现拖尾现象。

## 分类

### 旁轴取景器
旁轴取景器一般用于传统普及型相机（例如胶片傻瓜相机、早期的消费机卡片型数码相机等）。其优点为：结构简单，造价低廉，并且拥有光学取景器最基本的优点；如：基本不耗电，取景无延迟，且在拍摄运动物体时不会出现电子取景器可能会出现的拖影等现象；也正因如此，其曾獲各大相机厂商广泛采用。但是，其缺点也是显而易见的：由于旁轴取景器的取景窗口位置与镜头的位置并不完全相同，而是有一定的距离，所以，从取景器中看到的画面与照相机实际所拍摄的图像并不完全相同，而是在位置上有一定的差别，这在摄影学中称为“视差”。在拍摄远景时，两者画面的差异十分微小，几乎可忽略不计；此时视差问题不大，但是在拍摄近景时，视差的影响便会变得显著，时常会出现取景范围和最终成像角度不同，构图不对的问题。

### 反射式取景器

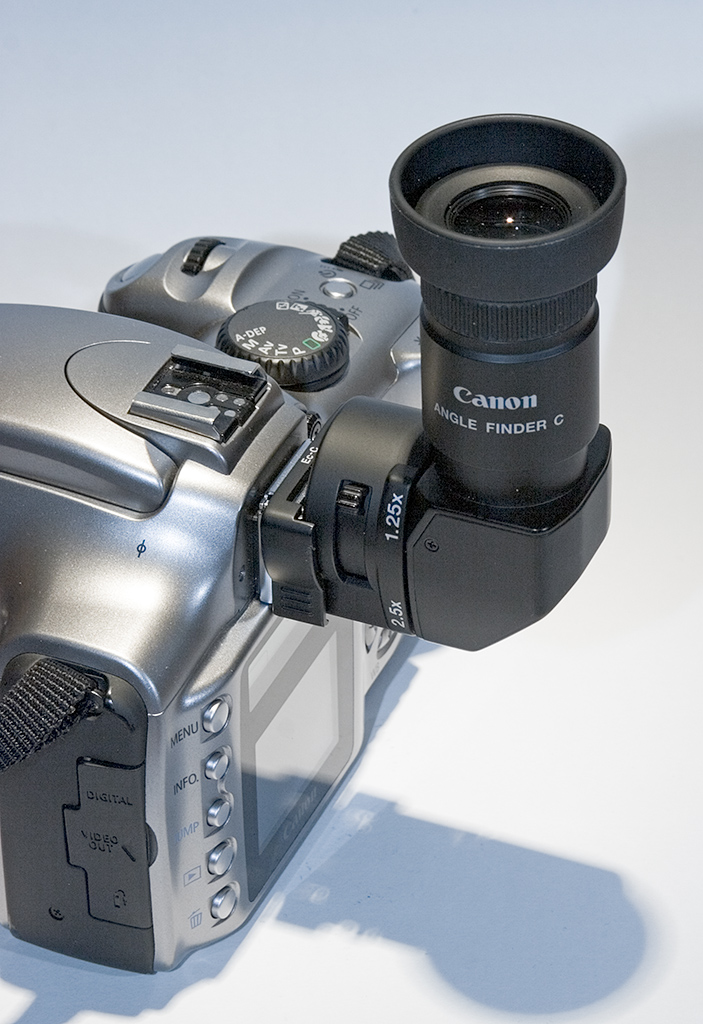
一个佳能外接反射式取景器

为了解决旁轴取景器的缺点，反射式取景器则是是直接通过镜头取景，通过反光镜与五棱镜（或五面镜），将光线反射到的对焦屏和目镜中，这样拍摄者就能从取景器目镜中看到所要拍摄的图像了，而且，由于这种方式是直接通过镜头取景，从而在根本上解决了旁轴取景器的视差问题，真正达到了“即见即所得”的效果。如前面所述，反射式取景器的优点是没有视差；其缺点则为结构复杂，造价较高，生产技术难度较大。所以，反射式取景器多用于高端产品上，也就是我们通常所说的单反相机。

#### 五棱镜取景器

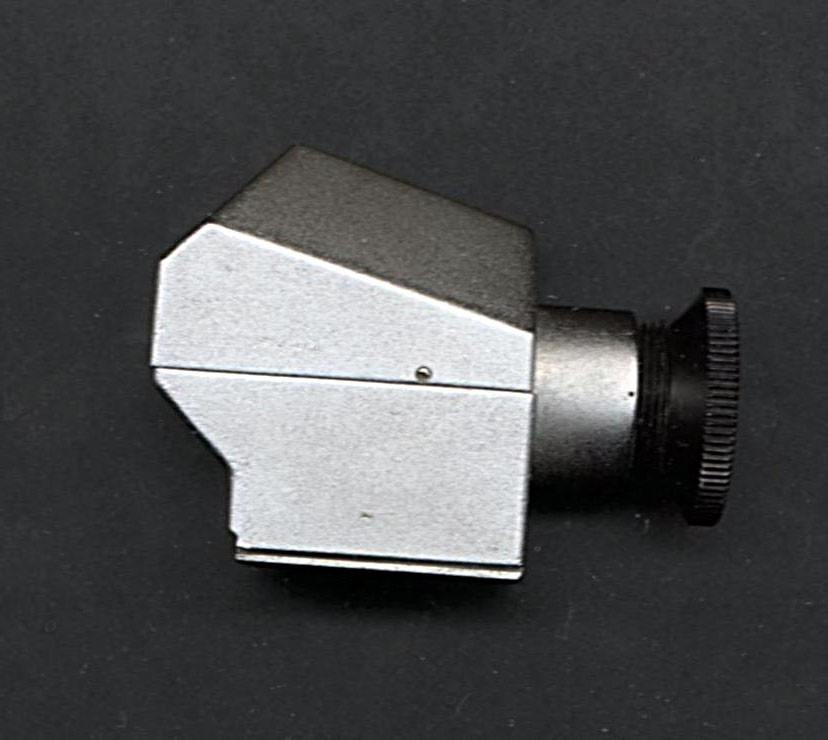
特熙纳微型相机五棱镜取景器

光学五棱镜取景器是目前数码单反与胶片单反最常用的一种取景器；其最主要的部件为一块玻璃五棱镜，这块五棱镜可以多次反射来自镜头和反光板的光线，最终把景物以正立的实像的形式传到目镜与拍摄者的眼睛。其优点为：相比于五面镜取景器，五棱镜的反射率更高，光线在反射时的损耗极小，可以使目镜中的画面更亮。其缺点则为制造成本较为高昂，且玻璃五棱镜的重量较大，故多用于中高端单反相机。

#### 五面镜取景器
五面镜取景器的构造与原理和五棱镜取景器基本相同，不同之处在于其用中空的五面反光镜代替了一块完整的玻璃五棱镜。相较于五棱镜取景器，五面镜的反射率相对较低，光线在反射时的损耗较大，相同光圈下的视野亮度较五棱镜暗，大约为五棱镜的80%左右。其优点则在于制造成本相对较低，且由于没有五棱镜的实心玻璃结构，五面镜取景器的重量较为轻盈，因此多獲一些主打低价及轻量化的入门级数码单反所采用。